# سياخشم
سياخشم (بالفارسية الديلمية: سياه جشم، وتعني حرفيًا العين السوداء)، والمعروف أيضًا بلقب المهدي، كان أميرًا للجستانيين من عام 919 إلى عام 928. وكان ابنًا وخليفة لخسرو فيروز.
قُتل والد سياخشم، خسرو فيروز، في عام 919 على يد الحاكم السلاري محمد بن مسافر، الذي جعل الجستانيين تابعين له. ثم خلف سياخشم والده أميرًا جديدًا للجستانيين. قُتل سياخشم في عام 928 على يد قائد عسكري ديلمي يدعى أسفار بن شيرويه. وخلفه جستن الرابع.